# Salem (serie televisiva)
Salem è una serie televisiva statunitense trasmessa dall'emittente televisiva via cavo WGN America dal 20 aprile 2014 al 25 gennaio 2017.
La serie, che vede tra i protagonisti Janet Montgomery e Shane West, trae ispirazione dal noto processo alle streghe di Salem.

## Trama
Nel XVII secolo, a Salem, nel Massachusetts coloniale, John Alden, capitano reduce dalla guerra espansionistica contro i nativi americani, fa ritorno dopo diversi anni nella sua città natale per ritornare dalla sua amata Mary. Quest'ultima è ormai una donna molto diversa da quella dei ricordi di John, è infatti una potente strega che ha sposato il ricco leader cittadino che alle streghe era solito dare la caccia. In una Salem centro di una vera guerra tra puritani e streghe, John decide di rimanervi per cercare di contenere il panico e la condanna a morte preventiva di persone innocenti, vittime tra le quali, a causa di una manipolazione di Mary, figura anche un suo vecchio amico.
Il sommo rito è stato compiuto. Esso ha determinato l'espansione di una nuova epidemia di peste e attirato a Salem la Contessa Ingrid von Marburg e suo figlio Sebastian. Mary ha scoperto che suo figlio, che poi deciderà di chiamare John, è vivo e che Tituba, insieme agli Anziani, lo ha tenuto nascosto per tantissimo tempo. Mercy vuole diventare il nuovo capo delle streghe, ma venendo rifiutata dagli Anziani, non si fa scrupoli a ucciderli tutti, dichiarando guerra a Tituba e Mary. John viene aiutato dai suoi amici indiani e decide di compiere un rito che lo farà diventare più forte, in modo che tutte le streghe di Salem muoiano. Anna Hale è consapevole di essere una strega, per giunta una delle più potenti, visto che i suoi genitori erano degli stregoni sin dalla nascita.

## Episodi
| Stagione         | Episodi | Prima TV USA | Prima TV Italia |
| ---------------- | ------- | ------------ | --------------- |
| Prima stagione   | 13      | 2014         | 2014            |
| Seconda stagione | 13      | 2015         | 2015            |
| Terza stagione   | 10      | 2016-2017    | 2017            |

## Personaggi e interpreti

### Personaggi principali
- Mary Sibley (stagioni 1-3), interpretata da Janet Montgomery, doppiata da Chiara Gioncardi.
Ex amante di John Alden, che credeva ormai morto, nonché strega che in passato ha sacrificato il bambino che portava in grembo, di cui John sarebbe stato il padre. Ha soggiogato George diventando sua moglie e successivamente portandolo a uno stato di infermità. Prova ancora qualcosa per John e questo mette a rischio il suo piano e la sua posizione all'interno della congrega delle streghe. Usa sia Cotton e suo padre sia Mercy, per uccidere innocenti. Decide di non uccidere quest'ultima perché le ricorda tantissimo se stessa. Alla fine della prima stagione viene a sapere che il figlio è ancora vivo, riconciliandosi con lui. Nella seconda stagione pur di salvare il figlio dal destino che gli spetta, tenterà di tutto per evitare il completamento del Sommo Rito, che lei stessa ha iniziato.
- John Alden (stagioni 1-3), interpretato da Shane West, doppiato da Stefano Crescentini.
Veterano di guerra ancora innamorato di Mary, ritrovatosi immischiato nella lotta tra puritani e streghe. In passato è stato ferito e salvato da uno sciamano, macchiandosi successivamente le mani di sangue contro i suoi stessi soldati al fine di difendere lui e la sua gente. È all'oscuro del sacrificio di Mary e del fatto che lei sia una strega, ne viene a conoscenza soltanto alla fine della prima stagione. Viene ferito dai soldati di Increase e salvato dagli indiani. Nella seconda stagione inscena la sua morte per diventare un cacciatore di streghe. Nel finale di stagione scoprirà di essere il padre di John Alden Jr. rischiando la vita pur di salvarlo.
- Cotton Mather (stagioni 1-3), interpretato da Seth Gabel, doppiato da Emiliano Coltorti.
Reverendo innamorato di una prostituta, leader della caccia alle streghe di Salem. Inetto, impacciato e facilmente manovrabile da Mary, che lo usa per uccidere innocenti. Si innamora di Gloriana, ma con l'arrivo del padre la ragazza è costretta a lasciare la città, causando in lui una profonda angoscia. All'inizio entra in contrasto con John, ma successivamente ne diventa amico. Uccide il padre alla fine della stagione e viene convinto da Mary a lasciare Salem. Farà ritorno nella seconda stagione, sposandosi con la giovane strega Anne Hale, poiché la stessa ha lanciato un incantesimo per farlo innamorare di lei.
- Anne Hale (stagioni 1-3), interpretata da Tamzin Merchant, doppiata da Virginia Brunetti.
Giovane donna figlia del magistrato Hale, la quale cerca di ribellarsi allo stile di vita puritano. È innamorata di John e per questo viene odiata da Mary. Ha dei dubbi sull'identità del padre e soltanto alla fine viene a sapere che è stregone e che lei stessa è una strega. Alla fine della prima stagione perde il controllo dei suoi poteri, uccidendo sia il padre sia la madre. Nella seconda stagione le viene rivelato dalla Contessa Von Marburg di essere sua figlia, e di unirsi alla sua causa.
- Tituba (stagioni 1-3), interpretata da Ashley Madekwe, doppiata da Perla Liberatori.
Strega che ha iniziato Mary, facendole sacrificare il suo bambino. Segretamente è innamorata di Mary e per questo rifiuta di fare il suo nome quando viene catturata da Increase, facendo invece quello di Mercy e John. Per via di questa scelta, alla fine della stagione, Mary la reputa una traditrice, ma la ragazza le ricorda il suo ruolo in questa storie e che suo figlio in realtà è vivo. Nella seconda stagione continua a servire Mary nonostante trami contro di lei, tenendole nascosto la cattura del cacciatore di streghe John Alden.
- Mercy Lewis (stagioni 1-3), interpretata da Elise Eberle, doppiata da Eva Padoan.
Giovane donna tormentata da una strega, Mary. Quest'ultima la usa a suo vantaggio, accusando tantissimi innocenti. Dopo aver recuperato la ragione capisce di voler diventare come Mary. Il suo desiderio viene esaudito e incomincia a crearsi un gruppo tutto suo. Incolpa Tituba di stregoneria, ma anche lei verrà scoperta. Dopo la morte delle sue amiche, scopre di essere stata solo usato. Inizia così a radunare un esercito per uccidere Mary e i suoi seguaci.
- Isaac Walton (stagioni 1-3), interpretato da Iddo Goldberg, doppiato da Paolo Vivio.
Conoscente di John, al quale fa comprendere il reale pericolo della stregoneria. Prima che John venisse mandato in esilio, Isaac venne accusato di fornicazione e marchiato sulla fronte. Mary tiene particolarmente a lui, visto che anche il ragazzo è stata vittima di George. Alla fine della prima stagione, Mary gli darà il malum, dicendogli di posizionarlo all'interno di un albero e poi andarsene via da Salem e rifarsi una vita. Il ragazzo, tuttavia, avverte il pericolo e posiziona il malum in un altro luogo, finendo per diventare lui stesso il portatore iniziale della piaga che colpisce la città.
- Magistrato Hale (stagione 1, guest stagione 2), interpretato da Xander Berkeley, doppiato da Mauro Gravina.
Corrotto leader politico e padre di Anne. In realtà è uno stregone e tra i più antichi e potenti che ha avuto un'infanzia difficile. Cerca di nascondere a tutti i costi la verità alla figlia, ma è costretta a rivelargliela dopo alcune minacce. Durante il sommo rito si rifugia in una stanza segreta, ma Anne perde il controllo dei suoi poteri, uccidendo sia lui che sua moglie.
- John (guest stagione 1, stagioni 2-3), interpretato da Oliver Bell.
Il figlio perduto di lunga data di Mary e John.
- Barone Sebastian von Marburg (stagioni 2-3), interpretato da Joe Doyle.
Figlio della Baronessa von Marburg.

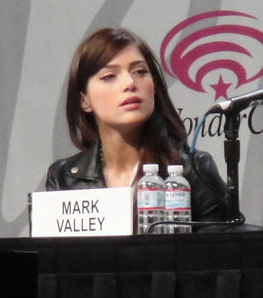
Janet Montgomery interpreta Mary Sibley
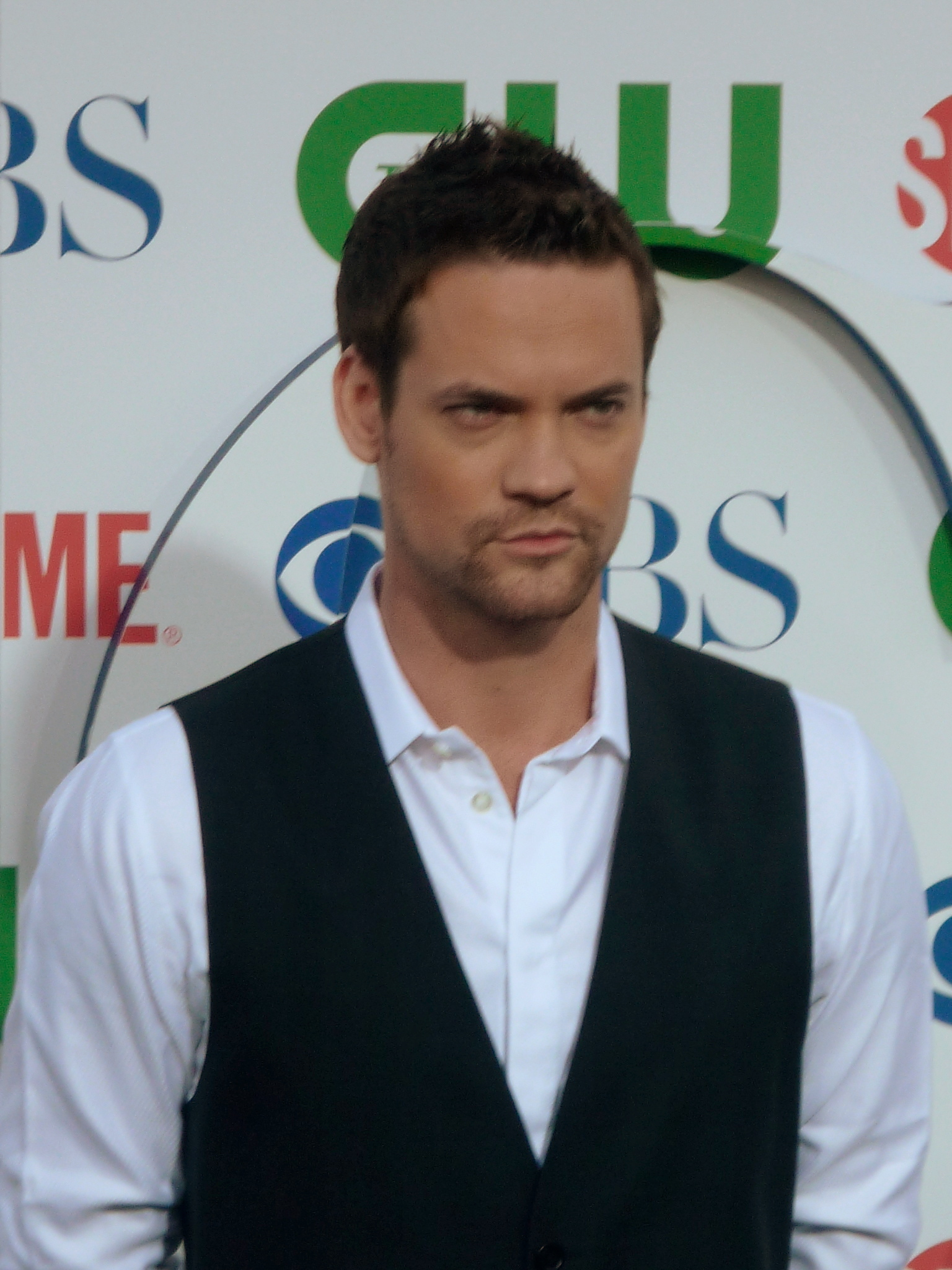
Shane West interpreta John Alden
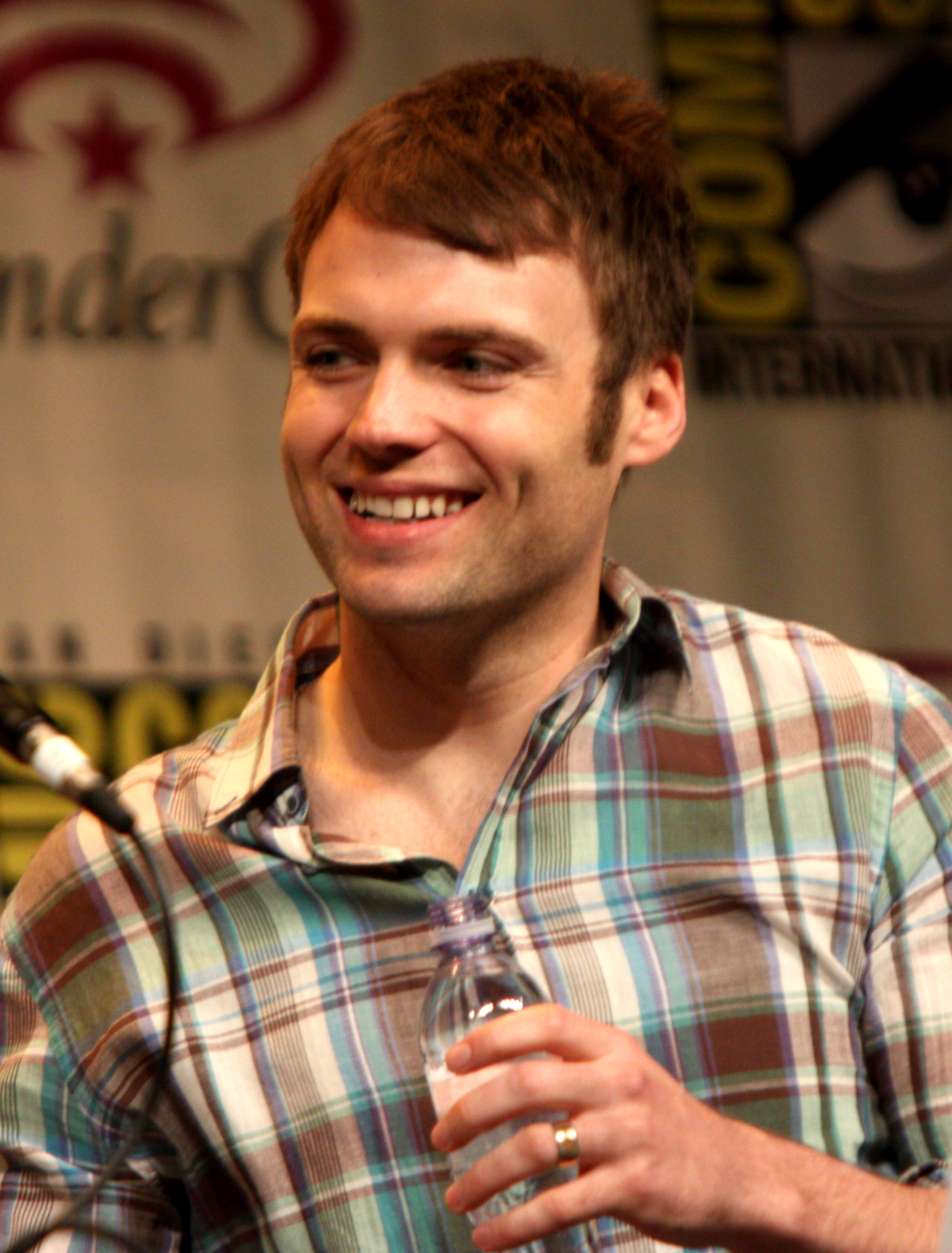
Seth Gabel interpreta Cotton Mather
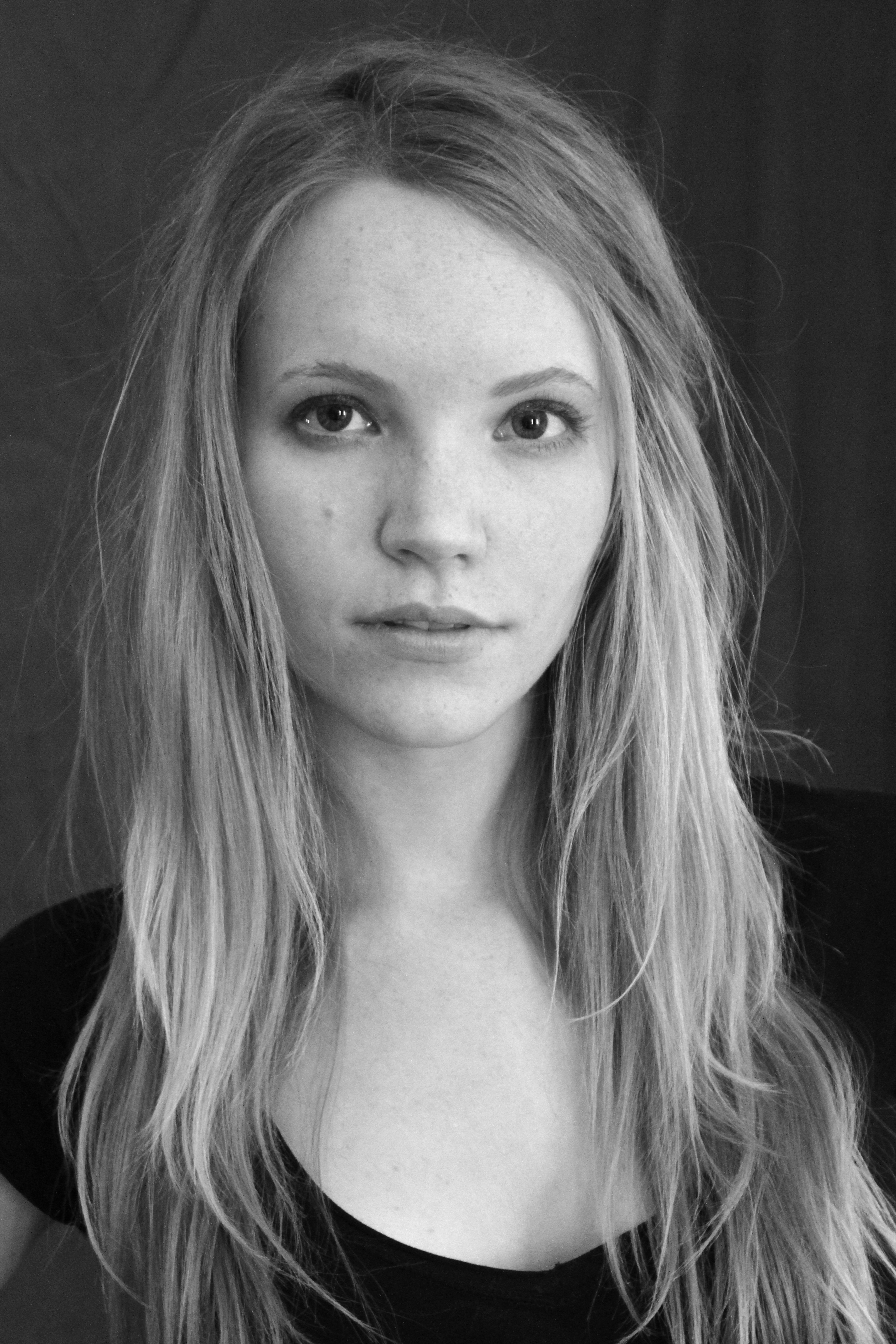
Tamzin Merchant interpreta Anne Hale
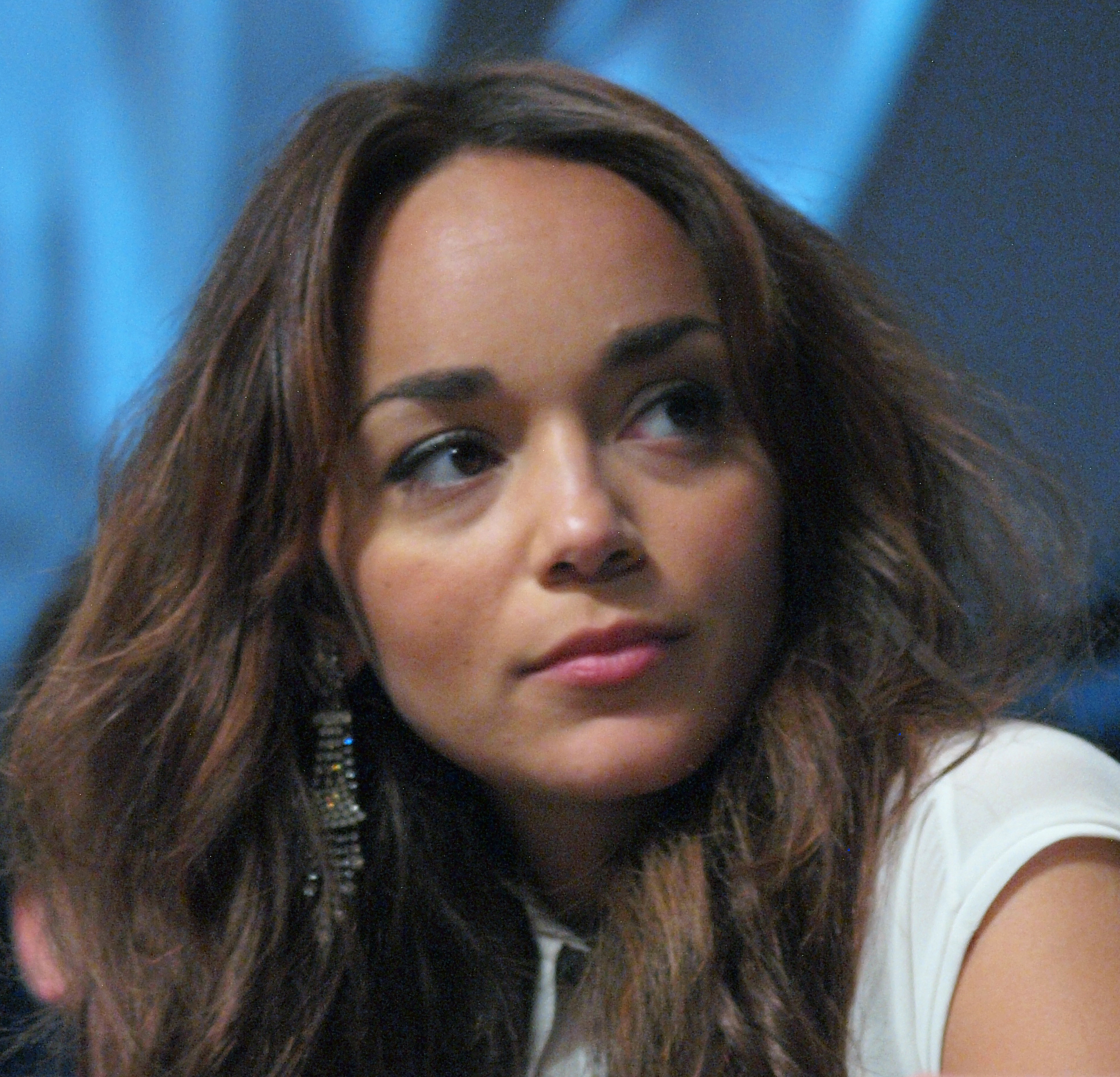
Ashley Madekwe interpreta Tituba
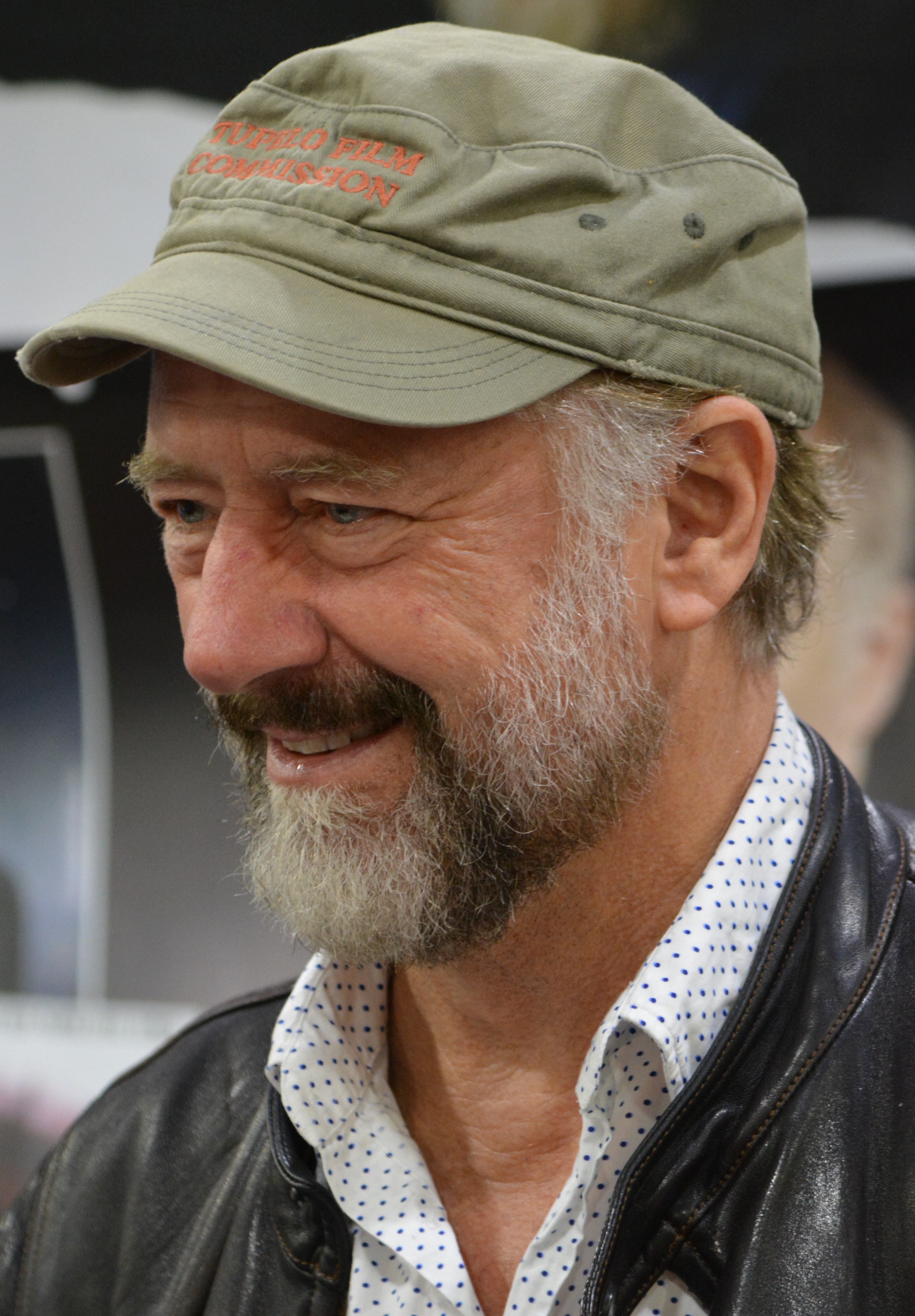
Xander Berkeley interpreta il Magistrato Hale

### Personaggi ricorrenti
- Increase Mather (stagione 1, guest stagioni 2-3), interpretato da Stephen Lang, doppiato da Luca Biagini.
Padre di Cotton Mather e fanatico cacciatore di streghe. Il suo arrivo a Salem rappresenta per le streghe un duro colpo, visto che è in grado di fare di tutto al fine di estirpare ogni singola strega. Per rendere più sicura la città uccide una famiglia innocente, imprigiona la leader delle cortigiane. Non accetta la vita sconsiderata del figlio e per questo ordina a Gloriana di allontanarsi dalla città. Tortura le amiche di Mercy per scoprire il suo nascondiglio, finendo per impiccarle. Nonostante ammiri John, lo imprigiona, accusandolo di stregoneria. Salva George da morte certa e si scontra con Mercy, ferendola. Ha dei forti sospetti sulla stessa Mary, finché è la ragazza stessa a rivelare la sua identità, innescando uno scontro. Viene ucciso da Cotton, ingannato da Mary.
- George Sibley (stagioni 1-2), interpretato da Michael Mulheren, doppiato da Roberto Stocchi.
Sposo di Mary, leader che era solito dare la caccia alle streghe e che ora si ritrova soggiogato fisicamente dalla moglie. Nel suo stomaco vive un rospo, appartenente alla moglie, che gli impedisce di parlare. Cerca di avvertire un marinaio sull'identità della moglie, ma finisce solo per farlo uccidere. Dopo un incidente con la carrozza, riesce a liberarsi del rospo e finisce sotto la custodia di Increase Mather, ma non riesce ancora a recuperare l'uso della parola.
- Dollie Trask (stagioni 1-2), interpretata da Sammi Hanratty.
Amica intima di Mercy e sua idolatrice.
- Gloriana Embry (stagioni 1, 3), interpretata da Azure Parsons, doppiata da Letizia Ciampa.
Prostituta amante di Cotton Mather. Nonostante si rifiuti di smettere di professare il suo mestiere, ama realmente Cotton. Increase Mather scopre della relazione tra i due e obbliga la ragazza a lasciare la città.
- Contessa Palatina Ingrid von Marburg (stagione 2, guest stagione 3), interpretata da Lucy Lawless, doppiata da Francesca Fiorentini.
Ultima sopravvissuta di una stirpe di antiche streghe di origine germanica, come Elizabeth Báthory, Medea ed Ecate.
- Dr. Samuel Wainwright (stagione 2), interpretato da Stuart Townsend, doppiato da Gianfranco Miranda.
È un medico mandato a Salem per trovare una cura alla piaga che sta colpendo la città. È inoltre in affari con Mary e desidera diventare uno stregone. Un giorno, Sebastian, geloso della sua relazione con Mary, getta Wainwright in uno dei pozzi dell'inferno, uccidendolo.
- Thomas Dinley (stagione 3), interpretato da Marilyn Manson, doppiato da Ambrogio Colombo.
È un barbiere di Salem legato alla stregoneria.

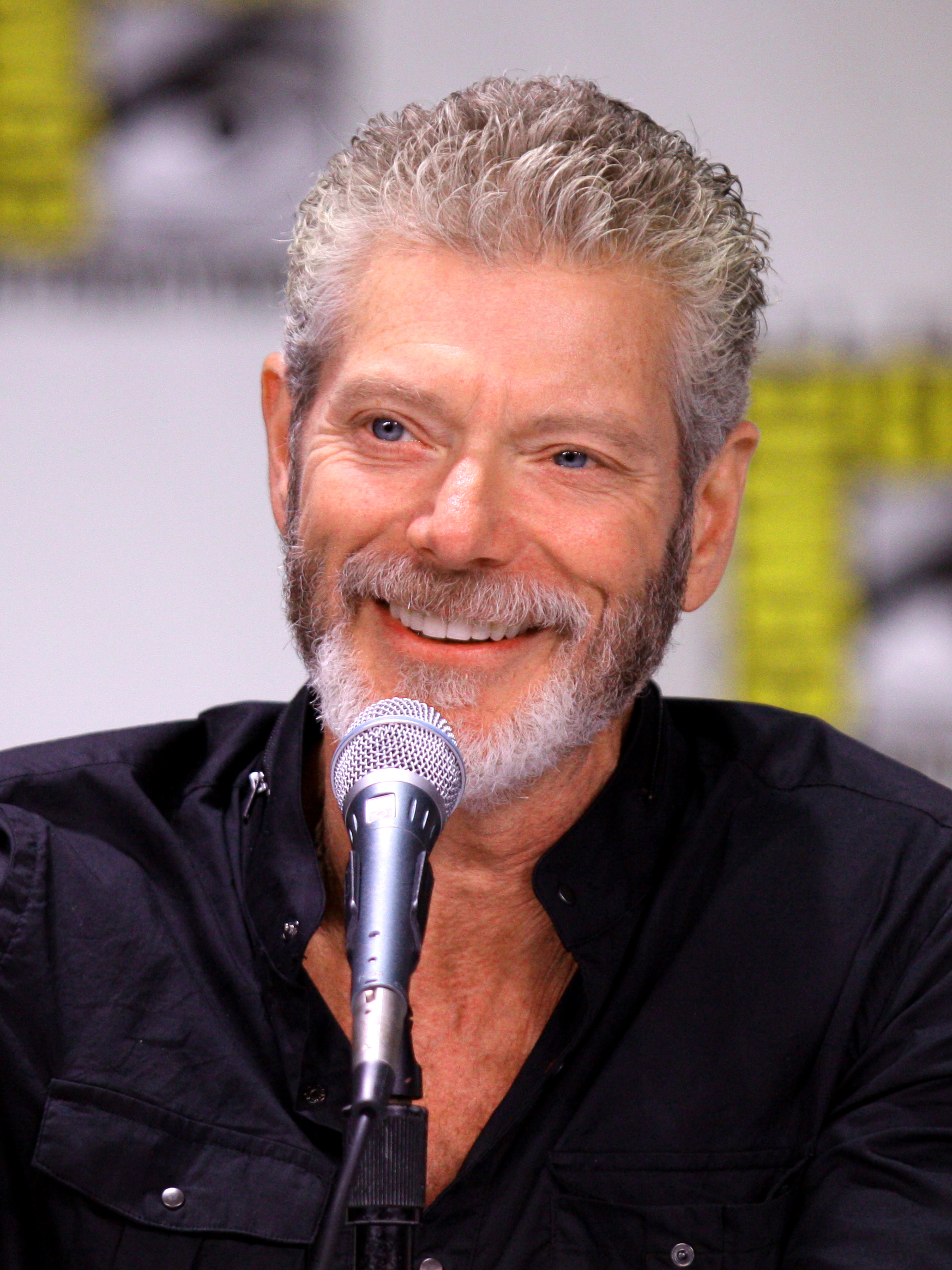
Stephen Lang interpreta Increase Mather
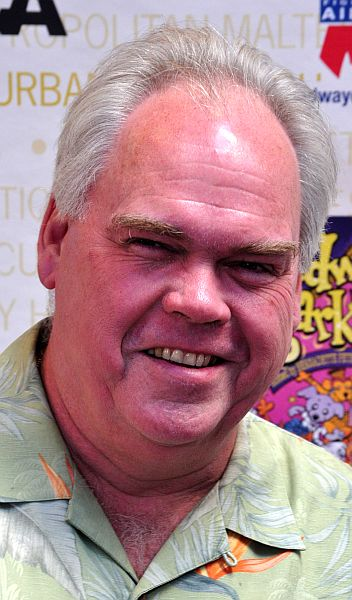
Michael Mulheren interpreta George Sibley
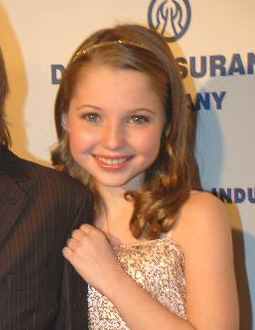
Sammi Hanratty interpreta Dollie Trask
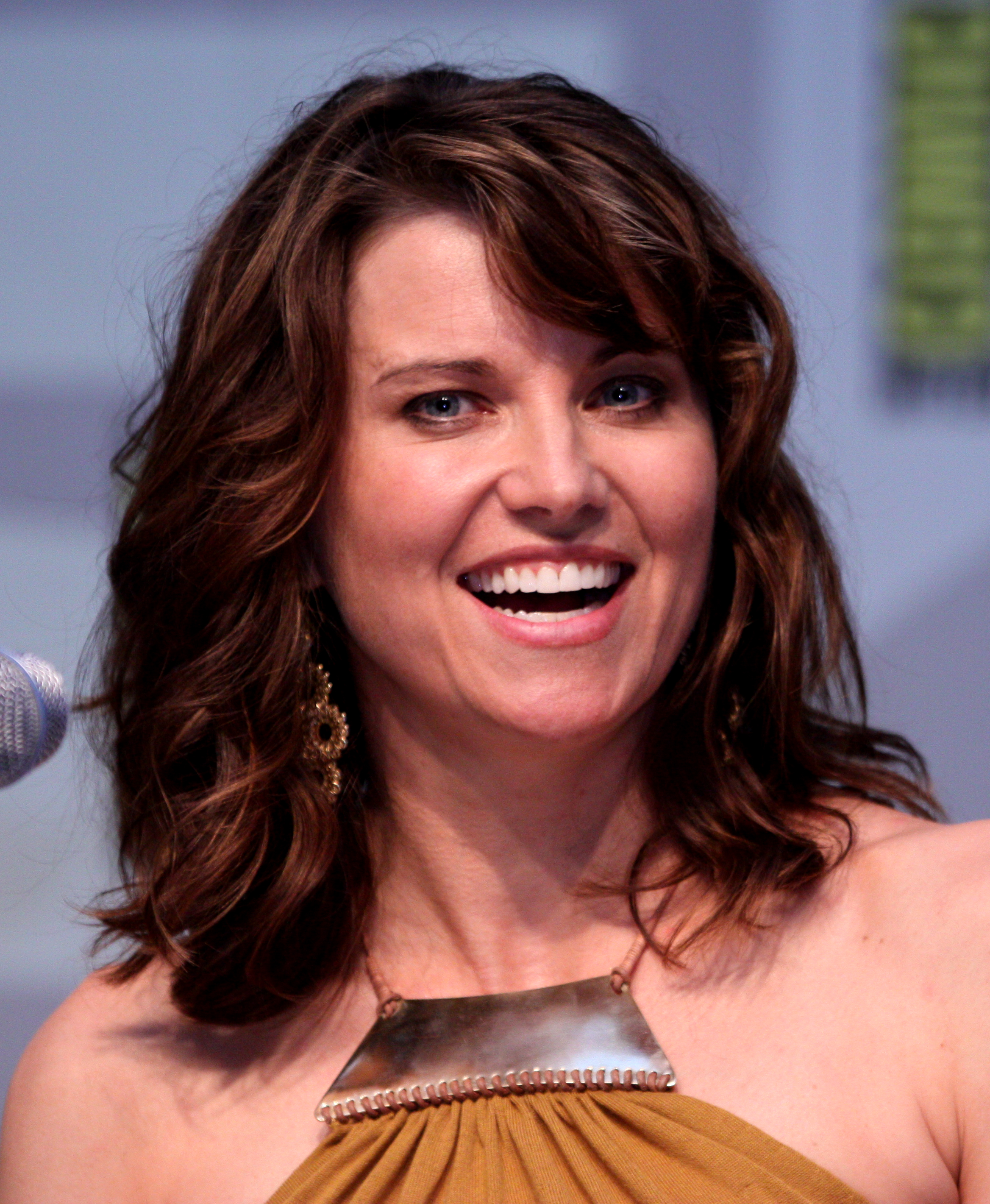
Lucy Lawless interpreta Ingrid von Marburg
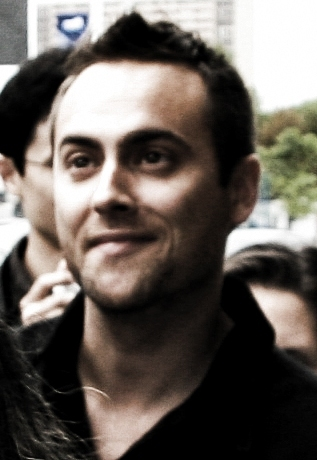
Stuart Townsend interpreta Samuel Wainwright
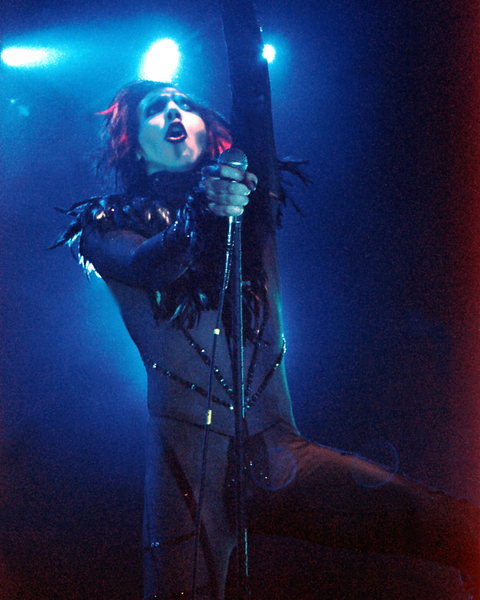
Marilyn Manson interpreta Thomas Dinley

## Produzione
Ideata da Adam Simon e Brannon Braga, la serie venne annunciata per la prima volta nel mese di luglio 2012 con il titolo di lavorazione Malice, progetto presentato come un thriller psicosessuale e paranormale volto a ridefinire gli eventi legati al processo alle streghe di Salem. Originariamente sviluppata per la rete FX, che rinunciò alla produzione poiché aveva già in programma una stagione di American Horror Story incentrata su delle streghe, fu poi proposta al network WGN America, che il 4 giugno 2013 ne ordinò la produzione di una prima stagione composta da tredici episodi. Si tratta della prima fiction originale prodotta per tale emittente.
Le riprese sono iniziate l'8 novembre 2013 a Shreveport, in Louisiana, su un costoso set raffigurante il Massachusetts del XVII secolo. La canzone della sigla è Cupid Carries a Gun, composta ed eseguita appositamente da Marilyn Manson, che figura tra le guest star della terza stagione, con la collaborazione del compositore delle musiche selezionato Tyler Bates; la colonna sonora è stata curata anche da Dieter Hartmann.
La serie è stata mandata in onda per la prima volta il 20 aprile 2014. Il 5 maggio seguente è stata rinnovata per una seconda stagione, trasmessa dal 5 aprile 2015, e l'11 luglio 2015 per una terza, che debuttò durante la settimana di Halloween del 2016. Il 13 dicembre successivo, è stata annunciata la cancellazione della serie, dopo tre stagioni, a causa del forte calo di ascolti.